# Giftboard

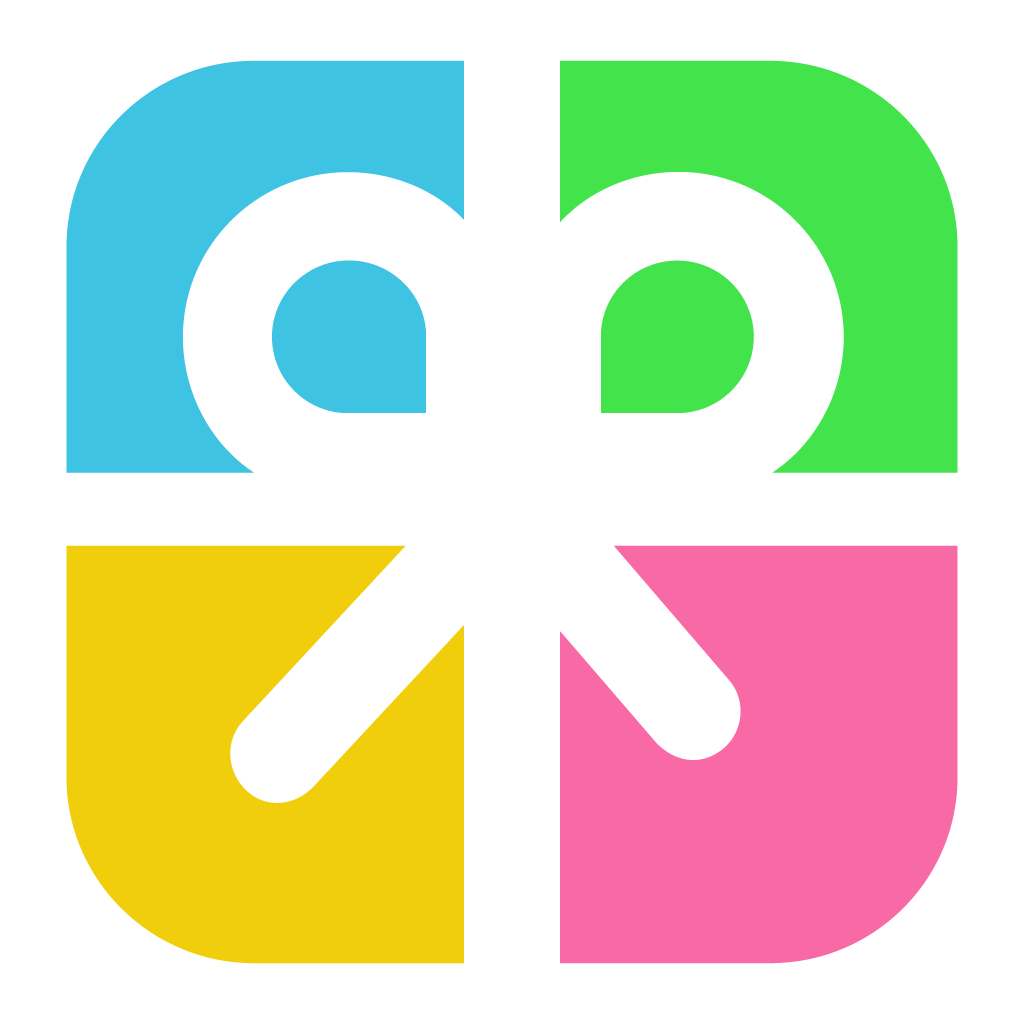
Логотип Giftboard

Giftboard — это бесплатное приложение для мобильных устройств, предназначенное для отправки пользователями подарков (товары и услуги заведений Москвы со своего телефона. 

## История проекта
Работа над Giftboard началась в 2011 году после того, как основатели проекта Рудольф Мирзоев и Станислав Булыгин решили переориентировать свой предыдущий стартап, связанный с купонным бизнесом. 27 февраля 2014 года была выпущена версия приложения для платформы Android.

## Использование
Чтобы сделать подарок на Giftboard, достаточно знать номер телефона получателя или его уникальный Gift ID, который создается при регистрации в приложении. Оплата подарков производится банковской картой или СМС-сообщением. Получить подарки можно по адресу или показать полученный QR-код в заведении партнера.

## Бизнес-модель
Монетизация сервиса держится на комиссии от компаний-партнеров. Giftboard заключает договоры с производителями товаров и услуг, которые отчисляют на счет Giftboard от 5 до 25% с каждого купленного в приложении подарка. Размер комиссии не фиксирован и зависит от вида товара и наценки продавца.